# Deportes Iquique
Club Deportivo Municipal Iquique – chilijskim klubem piłkarskim z siedzibą w mieście Iquique w regionie Tarapaca.
Głównym rywalem (clásico rival) klubu jest San Marcos Arica (dawniej znany pod nazwą Deportes Arica).

## Osiągnięcia

### Krajowe
- Primera División

| zwycięstwo (0):     | –        |
| drugie miejsce (1): | 2016 (A) |

- Copa Chile

| zwycięstwo (3):     | 1980, 2010, 2013/14 |
| drugie miejsce (1): | 2009                |

- Supercopa de Chile

| zwycięstwo (0):     | –    |
| drugie miejsce (1): | 2014 |

## Historia
Klub założony został 21 maja 1978 i obecnie po wygraniu trzeciej ligi chilijskiej (Tercera división chilena) jest beniaminkiem drugiej ligi chilijskiej (Primera B).